# Woronicze (rejon świsłocki)
Woronicze (biał. Варонічы, Waroniczy; ros. Вороничи, Woroniczi) – wieś na Białorusi, w obwodzie grodzieńskim, w rejonie świsłockim, w sielsowiecie Porozów.
Wieś położona jest przy Parku Narodowym „Puszcza Białowieska”.

## Historia
W XIX i w początkach XX w. położone były w Rosji, w guberni grodzieńskiej, w powiecie wołkowyskim, w gminie Porozów.
W dwudziestoleciu międzywojennym leżały w Polsce, w województwie białostockim, w powiecie wołkowyskim, w gminie Porozów. W 1921 miejscowość liczyła 71 mieszkańców, zamieszkałych w 11 budynkach, w tym 38 Białorusinów i 33 Polaków. 63 mieszkańców było wyznania prawosławnego i 8 rzymskokatolickiego.
Po II wojnie światowej w granicach Związku Sowieckiego. Od 1991 w niepodległej Białorusi.